# Queer Lion
El premio Queer Lion es un premio que se entrega, a partir del 2007, a la “mejor película de temática y cultura homosexuales” presentada en el Festival Internacional de Cine de Venecia.
La idea de un Queer Lion nace en 2003 a partir de una entrevista realizada por Daniel N. Casagrande, presidente de la asociación cultural CinemArte, al director del Festival Internacional de Cine de Venecia, Moritz de Hadeln, para la publicación mensual Venezia News. En esa ocasión, Casagrande preguntó a De Hadeln si Venecia también permitiría el nacimiento de un premio específico para el cine gay, como había sucedido 20 años antes en Berlín (con el premio Teddy Award) o desde el 2000 con el Premio Sebastiane en el Festival de Cine de San Sebastián.
La respuesta fue positiva, pero el cambio de la dirección del festival, que tuvo lugar el año siguiente, retrasó el proyecto, que sin embargo fue retomado gracias al director sucesivo, Marco Müller, quien declaró su intención de apoyar la creación de este nuevo premio colateral.

## Ganadores del Queer Lion
| Año  | País                      | Película                     | Director                    |
| ---- | ------------------------- | ---------------------------- | --------------------------- |
| 2019 | Bandera de Chile          | El príncipe                  | Sebastián Muñoz             |
| 2018 | Bandera de Guatemala      | José                         | Cheng Li                    |
| 2017 | Bandera de Francia        | Marvin ou la Belle Éducation | Anne Fontaine               |
| 2016 | Bandera de Islandia       | Hearthstone                  | Guðmundur Arnar Guðmundsson |
| 2015 | Bandera del Reino Unido   | La chica danesa              | Tom Hooper                  |
| 2014 | Bandera de Francia        | Les Nuits d'été              | Mario Fanfani               |
| 2013 | Bandera del Reino Unido   | Philomena                    | Stephen Frears              |
| 2012 | Bandera de Corea del Sur  | The Weight                   | Di Jeon Kyu-Hwan            |
| 2011 | Bandera de Estados Unidos | Wild Salomé                  | Al Pacino                   |
| 2010 | Bandera de Argentina      | En el Futuro                 | Mauro Andrizzi              |
| 2009 | Bandera de Estados Unidos | A single man                 | Tom Ford                    |
| 2008 | Bandera de Italia         | Un altro planeta             | Stefano Tummolini           |
| 2007 | Bandera de Estados Unidos | The speed of life            | Ed Radtke                   |

## 64.º Festival Internacional de Cine de Venecia

### Jurado del primer Queer Lion
Andrea Occhipinti (presidente del jurado)
Actor de teatro, cine y televisión. Debutó en 1977, interpretando a Pierrot fumista en teatro bajo la dirección de Giancarlo Palermo. En televisión debutó con La vita di Antonio Gramsci. En el cine, formó parte del reparto de La famiglia de Ettore Scola, así como de Tracce di vita amorosa de Peter Del Monte. Recientemente participa en las películas españolas Amor de Hombre y Reinas. En 1987 crea Lucky Red, una de las sociedades de distribución y producción más interesantes. En el 2002 gana el León de Oro como productor con Magdalene de Peter Sullivan.
Delia Vaccarello
Periodista y escritora. Nacida en Palermo, vive entre Roma y Umbría. Es autora de una columna dedicada a la sexualidad de los jóvenes en la publicación semanal Il Salvagente y de la página Uno, due, tre…liberi tutti publicada en el periódico L’Unità. Es profesora de medios de comunicación y orientación sexual en las escuelas de periodismo de Bolonia y de Urbino. Ha escrito Gli Svergonati (La tartaruga, 2002), L’amore secondo noi (Oscar Mondadori, 2005), Sciò! giovani bugie identità (Oscar Mondadori, 2007). Se ha encargado de las 5 primeras ediciones de la antología de relatos breves Principesse azzurre (Oscar Mondadori).
Sandro Avanzo
Periodista y crítico. Nacido en Romaña y formado en Bolonia, se transfirió a Milán por motivos de trabajo; divide su tiempo entre el teatro y el cine. Inició a escribir a principios de los 80 para Sipario, Babilonia, Altri Media, Excelsior. Desde 1989 es la voz del mundo teatral de los micrófonos de Radio Popolare. En 1996 organizó la primera reseña italiana sobre cine y Sida. A partir del mismo año forma parte del jurado del Premio Ubu. Se encargó de las entradas dedicadas a los musicales y al teatro de revista para el Dizionario dello spettacolo del ’900 (Baldini y Castoldi, 1998). Desde 1997 está inscrito en la SNCCI (Sindicato Nacional de Críticos Cinematográficos Italianos). Sus últimas colaboraciones: Vanity Fair, Ciak, Film TV.
Vincenzo Patanè
Periodista y escritor, enseña Historia del Arte en Venecia. Especialista de cine gay, es autor de Ebano Nudo, Cinema & Pittura, A qualcuno piace gay, Derek Jarman, Shakespeare al cinema, L’omosessualità nel cinema americano 1987/1998 y Breve storia del cinema italiano con temática omosessuale (incluidos en la edición italiana de Lo schermo velato de Vito Russo), Arabi e noi – Amori gay nel Maghreb, L’altra metà dell’amore - Dieci anni di cinema omosessuale, Homosexuality in the Middle East and North Africa (editado por Thames & Hudson).
Simone Morandi
Productor cinematográfico y abogado especializado en derechos de autor y del espectáculo, funda en el 2005 Fourlab, compañía de producción y distribución cinematográfica y televisiva. En el 2007 con Fourlab compra más de 30 películas con temática LGBT, entre las cuales se encuentran éxitos internacionales como Latter Days y Another Gay Movie, transmitidas con gran éxito en el canal satelital SkyShow durante el ciclo Funny and Gay. El compromiso con la distribución continua con la creación de la marca de homevideo OutLoud!, presentada oficialmente en los primeros meses del 2008.
Daniel N. Casagrande (coordinación del jurado)
Periodista, crítico de cine, presidente de la asociación cultural CinemArte, creador del Queer Lion Award y encargado de las Jornadas de Cine Homosexual, reseña de películas inéditas en Italia con temática GLBT.

### Palmarés del primer Queer Lion
The Speed of Life de Edward A. Radtke (EE. UU. 2007, 85’): Queer Lion Award
Sleuth de Kenneth Branagh (Reino Unido/EE. UU. 2007, 86’): mención especial

### Todas las películas GLBT
Competición – Venezia 64
Sleuth de Kenneth Branagh (Reino Unido/EE. UU. 2006, 86’) Queer Lion Award Competition – g
- The assassination of Jesse James by the coward Robert Ford, de Andrew Dominik (EE. UU. 2007, 155’) Queer Lion Award Competition – g
- Nessuna qualità agli eroi de Paolo Franchi (Italia/Suiza/Francia 2007, 102’) Queer Lion Award Competition
- Bangbang wo aishen (Help Me Eros) de Lee Kang Sheng (Taiwán 2007, 107’) Queer Lion Award Competition – Q
- The Darjeeling Limited de Wes Anderson (EE. UU. 2007, 91’) Queer Lion Award Competition
- Sukiyaki Western Django de Miike Takashi (Japón 2007, 121’) Queer Lion Award Competition
- Il dolce e l’amaro de Andrea Porporati (Italia 2007, 98’) Queer Lion Award Competition – q
- Nightwatching de Peter Greenaway (Holanda/Canadá/Polonia/Reino Unido 2007, 134’) – g
- I’m Not There de Todd Haynes (EE. UU. 2007, 135’) – Q
- Les amours d’Astrée et de Céladon de Eric Rohmer (Francia/Italia/España 2006, 109’) – l
- Venezia Notte (fuera de la competición)

- Tiantang kou (Blood Brothers) de Alexi Tan (Taiwán/China/Hong Kong 2007, 95’) Queer Lion Award Competition

Orizzonti
Searchers 2.0 di Alex Cox (Usa 2007, 90’) Queer Lion Award Competition
Orizzonti – Eventos
Callas assoluta de Philippe Kohly (Francia/Grecia 2007, 97’) – q
4. Jornadas de los Autores 
Freischwimmer (Head Under Water) de Andreas Kleinert (Alemania 2007, 110’) Queer Lion Award Competition
The Speed of Life de Ed Radtke (EE. UU. 2007, 84’) Queer Lion Award Competition – G
22. Semana Internacional de la Crítica 
24 Mesures de Jalil Lespert (Francia 2007, 82’) Queer Lion Award Competition - l
Venice Market 
Artù de Raffaele Piscitelli (Italia 2007, 50’) – L
Alexander Kluge 75 
Das Phänomen der Oper de Alexander Kluge (Alemania 2007, 71’) - q

### Símbología
Temática o interés gay central: G
Temática o interés gay parcial: g
Temática o interés lésbico central: L
Temática o interés lésbico parcial: l
Temática o interés transgénero central: T
Temática o interés transgénero parcial: t
Temática o interés queer central: Q
Temática o interés queer parcial: q

## 65.º Festival Internacional de Cine de Venecia

### Jurado del 2.º Queer Lion
Tinto Brass (presidente del jurado)
Nacido en Milán, asistente de Rossellini, debutó como director en 1963 con Chi lavora è perduto, obra influenciada por la Nouvelle Vague. En 1964 dirige La mia Signora e Il disco volante, ambos con Silvana Mangano y Alberto Sordi. En 1967 Col cuore in gola, con Jean Louis Trintignant, da inicio a la serie de películas londinenses: L’urlo (1968), Nero su bianco (1969), que fue censurado hasta 1974, Drop Out con Vanessa Redgrave y Franco Nero. En 1975 realiza Salón Kitty, y en 1979 el éxito mundial Io, Caligola. En 1983 La chiave relanza Stefania Sandrelli. En 1985 lanza a Serena Grandi con Miranda, y en 1987 a Francesca Dellera con Capriccio. En 1988 rueda Snack bar Budapest con Giancarlo Giannini; en 1991 Paprika con Debora Caprioglio, en 1992 Così fan tutte con Claudia Koll y Monamour en 2005. En teatro ha dirigido Pranzo di famiglia de Roberto Lerici en 1973, espectáculo que fue reprimido cinco veces hasta 1986; L’uomo di sabbia de Rehim en 1976, Lulu de Wedekind en 1990. En el 2002, la Cinémathèque Française de París le dedicó un homenaje titulado Eloge de la chair (Elogio de la carne).
Massimo Benvegnù 
Natural de Padua, escribe de cine en el diario Il Riformista y el semanal Amsterdam Weekly. Se ha encargado de distintas monografías, entre las cuales Filmare l’anima - Il cinema di Peter Weir (Falsopiano) y Russ Meyer (Castelvecchi). Es director asociado de Ashenden Films Ltd de Londres, casa de producción fundada por el premio Óscar Christopher Hampton, donde se encarga del desarrollo de guiones y proyectos para largometrajes. Ha trabajado en la Bienal de Venecia. Vive en Ámsterdam.
Boyd van Hoeij 
Crítico cinematográfico y escritor. Nacido en Holanda con estudios en Inglaterra, periodos en París y Bruselas, vive actualmente en Luxemburgo. Su página “European-films.net” es la mayor fuente independiente de críticas profundas de películas europeas. Sus artículos han sido publicados en la mayor parte de las lenguas europeas. En ultramar trabaja como crítico para Variety. Sus ensayos sobre el cine queer han sido publicados en Holanda y en Hong Kong. Es miembro de “Online Film Critics Society”.
Daniel N. Casagrande – Coordinación del jurado 
Daniel N. Casagrande: periodista, crítico de cine, presidente de la asociación cultural CinemArte, creador del Queer Lion Award y encargado de las Jornadas de Cine Homosexual, reseña de películas inéditas en Italia con temática GLBT que cuenta con 4 ediciones.

### Palmarés del 2.º Queer Lion
Un altro pianeta de Stefano Tummolini (Italia, 2008) 82’: Queer Lion Award.
Una mañana de verano, Salvatore observa el horizonte de dunas que se dibuja sobre el azul del cielo; más allá están la playa y un día entero que disfrutar. Un día de eventos imprevistos y, tal vez, una nueva oportunidad, una nueva vida.

### Todas las películas GLBT
Competición – Venezia 65 
Nuit de chien de Werner Schroeter (Francia/Alemania/Portugal 2008, 110’) – g
Il seme della follia de Pappi Corsicato (Italia, 2008 85’) – q
The Wrestler de Darren Aronofsky (EE. UU., 2008, 105’) – l
Fuera de competición 
Les Plages d’Agnès de Agnès Varda (Francia 2008, 110’) - g
Fuera de la competición – Eventos 
Tutto è musica de Domenico Modugno (Italia 1963, 95’) – g
Orfeo 9 de Tito Schipa jr (Italia 1975, 84’) – q
La rabbia di Pasolini. Ipotesi di ricostruzione della versione originale del film de Pier Paolo Pasolini y Giuseppe Bertolucci (Italia 1963 e 2008, 76’) - g
Orizzonti 
Jay de Francis Xavier Pasión (Filipinas 2008, 96’) Queer Lion Award Competition - G
Khastegi de Bahman Motamedian (Irán 2008, 76’) Queer Lion Award Competition - T
Il primo giorno d’inverno de Mirko Locatelli (Italia 2008, 88’) Queer Lion Award Competition - G
Below Sea Level de Gianfranco Rosi (EE. UU. 2008, 105’) Queer Lion Award Competition - t
Orizzonti – Eventos 
Valentino: The Last Emperor de Matt Tyrnauer (EE. UU. 2008, 96’) Queer Lion Award Competition - G
5. Jornadas de los Autores 
Pescuit sportiv (Enganchado) de Adrian Sitaru (Rumanía/Francia 2008, 80’) Queer Lion Award Competition – l
Pokrajina Št. 2 (Paisaje No.2) de Vinko Möderndorfer (Eslovenia 2008, 90’) Queer Lion Award Competition – g
Venkovský Ucitel (Un maestro de campo) de Bohdan Sláma (República Checa/Alemania/Francia 2008, 113’) Queer Lion Award Competition – G
Un altro pianeta de Stefano Tummolini (Italia 2008, 82’) Queer Lion Award Competition – G
23. Semana Internacional de la Crítica 
Lønsj (Almuerzo Frío) de Eva Sørhaug (Noruega 2008, 85’) Queer Lion Award Competition - g
Venice Market 
Antarctica de Yair Hochner (Israel 2008, 110’) Queer Lion Award Competition - G
Ciao de Yen Tan (EE. UU. 2008, 87’) Queer Lion Award Competition – G
Esprit es-tu là? de Philippe Vallois (Francia 2008, 93’) Queer Lion Award Competition – G
The Loast Coast de Gabriel Fleming (EE. UU. 2008, 74’) Queer Lion Award Competition – G
Questi fantasmi: cinema italiano ritrovato (1946 – 1975) 
Padre selvaggio de Pier Paolo Pasolini (Italia 1962, 8’) – g
Agostino de Mauro Bolognini (Italia 1962, 89’) – G
Parigi o cara de Vittorio Caprioli (Italia 1962, 106’) – g
Flashback de Raffaele Andreassi (Italia 1969, 106’) – g
I mostri de Dino Risi (Italia 1963, 118’ y 30’ episodios inéditos) – g
Una vita violenta de Paolo Heusch y Brunello Rondi (Italia 1962, 107’) 106’ – g
Corto cortísimo 
The Butcher’s Shop de Philip Haas (EE. UU. 2008, 7’) – g
L'arroseur arrosé de Ermanno Olmi (Italia 2008, 30’’) - g